# Фронт (группа)
«Фронт» — советская и российская хард-рок-группа из Ленинграда, пионеры трэш-метала и спид-метала в СССР и России. Группа неоднократно меняла состав и даже раскалывалась надвое.

### ЭДС (1985-87)
Прообразом «Фронта» стала группа «ЭДС», сформированная в самом начале 1985 года. Первый состав группы выглядел так: Сергей Полтавский (гитара, вокал, автор текстов и музыки), р.15.12.59 в Ленинграде, Сергей «Пушкин» Станков (бас, вокал), р.3.07.64 в пос. Харитоново Котласского р-на Архангельской обл., Владимир Костылёв (барабаны), р.25.09.63 в пос. Мелентьевский Коношского р-на Архангельской обл. Пушкин ещё в пятнадцатилетнем возрасте уехал в Ленинград в поисках музыкантов — единомышленников. И уже поселившись в Ленинграде, на Охте, в 1979 году познакомился со своим земляком Костылевым, вместе с которым начал репетировать на собственной репетиционной точке на базе групп МАНИЯ и ЗЕРКАЛО. Позднее, после знакомства с Полтавским, была создана группа ЭДС. Полтавский в ту пору заканчивал Культпросветучилище в Новгороде и дома бывал наездами, так что ритм-секция оттачивала своё мастерство сама по себе, днём работая на Ленинградском Металлическом Заводе. По этой причине старт ЭДС откладывался довольно долго. Тем не менее, к декабрю 1985 они отрепетировали часовую программу из песен Полтавского («Буря слов», «Кино», «Человек за спиной», «Пародист» и т. д.), и подали заявку на вступление в Ленинградский рок-клуб.
11 января 1986 года состоялся дебютный концерт «ЭДС» в рамках рок-клуба наравне с «Нокаутом» и «Пеплом». Концерт показал как сильные стороны группы (отличная сыгранность, драйв), так и недостатки (слабоватый вокал и, прежде всего, обилие расхожих штампов в музыке). Кроме того, на первом же публичном выступлении группа рискнула отступить от официальной программы, что в те годы не прощалось даже признанным классикам — «ЭДС» тут же были отстранены от концертов на четыре месяца.
Через месяц в группе появляется вокалист и гитарист Александр Ионов, р.13.04.63 в Ленинграде); до этого он пел и играл на ритм-гитаре в группах ПСЕВДОНИМ и NB, исполнявших на пригородных танцплощадках либо импортный хард-рок, либо песни собственного сочинения. У коллектива начались активные репетиции. В их процессе обнаружилось, что Полтавский тяготеет к традиционному хард-н-хеви, а Станков и Костылёв питают симпатии к более радикальным подвидам металла. Дело кончилось тем, что 17 мая 1986 года «ЭДС» дали на сцене ДК «Невский» отчётно-прощальный концерт в рамках местного смотра художественной самодеятельности, после чего Полтавский ушёл из группы (позже им были созданы группы «Штормовое Предупреждение» и «Крематор».
После ухода Полтавского группа теряет репетиционную базу и вплоть до августа даёт квартирные концерты и репетиции. В августе в составе «ЭДС» появляются новые участники — гитаристы Борис (он же «Боб», он же «Скромный») Вильчик, р.18.03.63 в Ленинграде, и Вадим «Смит» Кузнецов, р.10.04.65 в Ленинграде, из группы «Изолятор». Через месяц у группы появляется новая репетиционная точка в ДК им. Цюрупы. 21 ноября группа презентовала свою программу, значительно отличавшуюся от предыдущих, худсовету Рок-клуба на Уральской улице, где была в то время точка СКОРОЙ ПОМОЩИ. Помимо худсовета, незваными пришло ещё человек 200—300, которые (по традиции металлистов в 80-х), чтобы попасть внутрь, выломали двери. В этот день ЭДС вместе со СКОРОЙ ПОМОЩЬЮ приняли в Рок-клуб. С этой же программой группа выступила на разогреве у группы «Зарок» в ДК Железнодорожников.
В том же ноябре об «ЭДС» написал только что оперившийся журнал «РИО», тогда усиленно поддерживавший свежую поросль питерского металла и панка в пику старой гвардии из «Рокси», не желавшей признавать творчество молодых за музыку.
С декабря 1986 по февраль 1987 «ЭДС» даёт серию успешных концертов, в том числе с «Нокаутом» и с популярным московским «Чёрным Кофе», в феврале приняли участие в съёмках картины Ленинградской Студии Документальных Фильмов, посвящённой феномену металла, и телепередачи «Розыгрыш», а также гастролируют в Гродно вместе с «Луной» и «Зоопарком». Примерно в это же время группа решает сменить название на «Фронт», что и делает в апреле 1987 года. В апреле 1987 г. Александр Ионов попадает в тюрьму за тунеядство (руководство Рок-клуба за него не заступилось), а Вадим Кузнецов возвращается в «Изолятор», но оставшиеся трое решили продолжать. Тогда-то и прозвучало впервые название «Фронт» — отказаться от имени «ЭДС» было решено ещё в ноябре, но до поры до времени группа выступала под старой вывеской. Петь пришлось Станкову. В репертуар «Фронта» перекочевали все песни из «ЭДС», которые были написаны уже без Полтавского, плюс добавилось ещё несколько композиций авторства Ионова и Пушкина.
За период своего существования «ЭДС» не записал собственных песен, а репертуар плавно влился в репертуар «Фронта». Только концертная запись, сделанная 21 ноября 1986 года на одном из рок-клубовских концертов группы даёт определённое представление о её репертуаре.

### Фронт (1987-90)
В апреле 1987 года «ЭДС» окончательно меняет название на «Фронт» и формирует новый состав: Борис «Скромный» Вильчик (гитара), Сергей «Пушкин» Станков (бас, вокал), Владимир Костылёв (барабаны).
Дебют «Фронта» состоялся 20 мая на фестивале «Рок-Нива» в Шушарах, организованного Андреем Тропилло. Выступление было настолько ярким, что через месяц группу без прослушивания заново приняли в Рок-клуб (уже как «Фронт»). К тому времени состав группы был усилен вокалистом Александром Петровым и гитаристом Александром Борисовым. В таком составе группа даёт всего один концерт — на V фестивале Ленинградского рок-клуба, после которого Петров уходит, а Станков восстанавливается как вокалист. Сразу после фестиваля у коллектива начинается активная гастрольная жизнь.
В сентябре 1987 года Борисов уходит в «Рок-штат». Его уход не отражается на состоянии группы, которая через два месяца записывает в студии ЛДМ и выпускает альбом «Металлизация», быстро ставший популярным и сформировавший армию поклонников группы. Тексты «Фронта» отличались от текстов других металлических групп больше социальностью, чем мистикой и оккультизмом.
С программой «Металлизация» начались многочисленные гастроли «Фронта» по всей стране, нередко приводившие к конфликтам с местными чиновниками, недовольными высказываниями музыкантов в их адрес или поведением публики — иногда концерты запрещались или были прекращены досрочно. Гастроли нередко сопровождались скандалами, драками, наркотиками и пьянством
Так, например, в Петропавловске-Камчатском было запланировано семь концертов. На последнем из них, после того, как люди начали с трибун перебираться к сцене, концерт был остановлен милицией, музыкантов посадили в милицейский УАЗик и вывезли со стадиона.
В декабре 1987 — феврале 1988 группа опять переживает пертурбации в составе — возвращается Вадим Кузнецов, а Костылёва сменяет коллега Кузнецова по «Изолятору» Андрей «Бегемот» Мельников. Сам Костылев в январе создаёт собственную группу «Крест», в которой исполняет собственные песни, неподходящие под концепцию «Фронта».
В 1988 году «Фронт» успешно выступает на свердловском фестивале «Металлопластика», завоевав приз зрительских симпатий. В июне Кузнецова сменяет новый гитарист Алексей Братцев. С его участием состоялись неудачные гастроли в Астрахани. Причиной неудачи гастролей стало следующее: недовольный поведением милиции Станков выгнал из зала всех милиционеров и дружинников, заявив в микрофон, что не будет играть, пока те не покинут зал. Обиженные милиционеры зал покинули, но в течение пяти часов после концерта посадили группу в самолёт и выслали из города. Под впечатлением этих событий Мельников написал песню «Собачье дело».
За два месяца была написана абсолютно новая программа. В написании текстов принял активное участие старый товарищ «фронтовиков» Михаил Башаков. С этой программой «Фронт» отыграл на VI Фестивале Ленинградского Рок-клуба, где был записан концертный альбом «Жизнь в морге». Заглавная песня альбома была запрещена цензурой, из-за её исполнения у группы сократилось количество гастролей. На том же фестивале Станков и Вильчик выступили также как участники панк-супергруппы «600».
В сентябре Владимир Костылёв решает вернуться в группу, прихватив с собой вокалиста и художника-графика Андрея Громова. Мельников, соответственно, уходит и создаёт новую группу «Собака Це Це».
В обновлённом составе коллектив записывает альбом «Кресты», составленный из песен авторства Костылёва, который так и не выходит в свет из-за потери оригинальной записи альбома. Тем не менее, песни с альбома приняты на ура не только поклонниками, но и заключёнными.
Музыка группы к тому времени потяжелела, а отношения между музыкантами стали ещё больше портиться — в середине 1989 года группу покидает Громов. Выступление Фронта на второй «Металлопластике» даёт им второе место, концерты по Сибири даются на два отделения, где каждый вокалист исполняет свои песни.

### «Фронт» и «Фронт-2» (1990-91)
В мае 1990 года состав группы был доформирован — в очередной раз в состав вернулся Вадим «Смит» Кузнецов, прихватив с собой барабанщика Юрия Малышева. Вильчик и Костылёв сформировали группу «Фронт-2», в состав которой вошли бывшие участники старого «Фронта» Андрей Громов и Александр Ионов. В таком составе «Фронт-2» записывает альбом «Der wasser der Köln», не обошедшийся без курьёза — в процессе записи Костылёв покинул группу. Его место заняла жена Бориса Вильчика Елена, выступавшая в роли гитаристки группы «Ситуация». В клипе на композицию «Колыбельная» Елена Кривенко-Вильчик сыграла главную роль.
Через год состав «Фронта-2» был усилен гитаристом Игорем Куклюшкиным. Но это мало чем помогло развитию коллектива — в октябре 1991 года Вильчик возвращается в старый «Фронт», заменив ушедшего Кузнецова. Вместе с мужем в старый состав вливается и Елена Кривенко-Вильчик. «Фронт-2» прекращает своё существование, Ионов и Громов временно отходят от музыки.

### Трио «Фронт»
В конце 1991 года, состав трио «Фронт» стабилизировался и до 2013 года выглядел так: Борис «Боб» Вильчик — гитара, Ростислав «Сева» Ходосевич — бывший басист и вокалист Ленинградской группы «Krueger», и Елена «Вилсон» Вильчик — барабаны, ранее игравшая в группе «Ситуация».
В 1991 году трио «Фронт» записывает сингл «Warrior of death», в который вошли три композиции. В 1992 году группа записывает демо-версию программы «Смертельная хирургия». Через год, в 1993, коллектив выпускает полноценный альбом «Mortal Surgery», выпущенный тогда на кассетах, а также на виниловой пластинке (LP) с пятью новыми на тот момент композициями. Тексты Севы Ходосевича стали всё больше приближаться к стилистике «хоррор», изрядно сдобренной иронией и высмеиванием человеческих пороков. Музыка же коллектива стала более скоростной и жёсткой, изобилующей «вкусными» риффами и оборотами. Стилистику трио «Фронт» того времени можно смело охарактеризовать как thrash-death metal. Группа активно гастролирует. Белоруссия, Украина, Зауралье, Молдавия, Москва и центр России. На период обширной обкатки программы «Mortal Surgery» к трио примкнул гитарист Алексей Братцев. Звучание коллектива стало более мощным и насыщенным.
В 1994 году, в городе Свердловск «Фронт» записывает концертный альбом «Уральский убой». Тур по Уралу заканчивается в городе Курган — родном городе Севы Ходосевича. В концерте также принимали участие группы «Майор Сергеев» и «Пятая колонна», в которых играли также на бас-гитаре родные братья Севы, Вадим и Макс Ходосевич.
В 1995 году выходит в свет альбом с самым длинным за всю историю группы названием — «Открытый люк танка, пожирающий Кали-югу во время ядерного взрыва», в записи которого принимает активное участие бывший лидер группы «Крематор» Александр «Гопник» Косарёв. Он поёт и является автором текстов. На некоторых концертах на барабанах играет Роман «Джон» Кискин (ex «Great Sorrow»). Звучание на альбоме было немного приближено к традиционному панк-року и heavy-metal. Группа опять активно выступает и гастролирует.
Чуть позже «Фронт» выдаёт live-альбом «Концерт памяти Иры Мявы» (при участии Александра «Гопника» Косарёва, 1995 год).
К концу 1995 года сотрудничество с Александром Гопником заканчивается и «Фронт» возвращается к своему любимому стилю, тяжёлому металу.
В 1996 году коллектив радует фэнов концертным альбомом «Crazy Demise» (концерт в клубе «Полигон», 1996 год;) В этом альбоме представлено несколько новых песен, а также основные хиты из «Смертельной хирургии»). К этому времени Алексей Братцев уже покинул трио.
23 июня 1996 года группа «Фронт» приняла участие в рок-фестивале «Наполним небо добротой», прошедшем на стадионе «Петровский» в Санкт-Петербурге. На вышедшем в 2001 году DVD выступление «Фронта» представлено песней «Гопники».
К 1998 году группа готовит новую программу «Processor Fault». Звучание стало приближаться к индастриалу, изменился также и имидж группы. Музыканты облачались в гротескные костюмы, напоминающие космические латы, шлемы с прожекторами и шипами. Вместо барабанов на сцене применялись большие железные бочки от нефти. Огромнейший задник, нарисованный Андреем Громовым. К трио примкнули шоумены: Сергей «Паганель» Скшипец, Зураб «Конструктор» Шубитидзе и Вахтанг «Варвар» Пангани. 23 мая 1998 года программа «Processor Fault» была презентована в ДК им. Ленсовета (С.Петербург) в рамках «Шоу автотеррора» — прямо на сцене, во время феерического шоу, были изуродованы и распилены на мелкие кусочки два автомобиля. Фантасмагорическое выступление женской танцевальной группы, принимавшей участие в шоу, не оставили никого равнодушными. Шоумэны резали железо резаками, гнули кувалдами, использовали сварочные аппараты. Летело море искр, а потоки расплавленного металла прожгли местами сцену. Одновременно производилась видео съёмка на шесть HD камер и позже режиссёром Владом Пискуновым был смонтирован концертный фильм «Processor Fault».
После дефолта и последовавшего за ним экономического кризиса «Фронт», на студии Глеба Титаняна, записывает сингл «Тьма и огонь», который выдаёт на-гора в 2001 году.
В 2006 в сети всплывает экспериментальный индустриальный альбом «Злая работа», а в 2007 также неожиданно, появляется индустриальная демо-версия альбома «Кровь». Музыканты не планировали предавать широкой огласке эти рабочие записи, но так получилось, что эти два альбома, вопреки всему, намертво закрепились в дискографии коллектива.
2008 год дарит фэнам сингл «Sindrom Tirreta», в него вошли три композиции в стиле speed-metal. Снимается несколько клипов в резиденции Максима Перекреста. Даётся несколько концертов.
В 2013 году на смену барабанщице Елене «Вилсон» приходит Павел Красницкий, приехавший в Петербург из Омска, молодой и перспективный барабанщик. Обновлённое трио «Фронт» активно готовит концертную программу, состоящую из старых и новых боевиков. Коллектив начинает активно выступать в клубах Санкт-Петербурга.
Концертный альбом «FENIX» записывается коллективом в 2015 году. Макс Горсков монтирует несколько HD видео клипов с этого концерта.
Параллельно с работой в группе «Фронт» Борис Вильчик создаёт собственные проекты «Keep Frozen» и «ХХ». А Сева Ходосевич занят своим детищем «Lambda Zond». Барабанщик Павел Красницкий выступает с группой «Tonator».

### Старый Новый «Фронт» и «Скрипсвай»
В апреле 2004 года состоялось долгожданное воссоединение старого «Фронта» в следующем составе: Борис «Скромный» Вильчик, Сергей «Пушкин» Станков, Вадим «Смит» Кузнецов, Александр Ионов и Владимир Костылёв. На протяжении следующего года они повторили опыт ещё несколько раз. Параллельно Станков решил-таки возродить идею своей группы «Скрипсвай» (которую задумывал ещё в 90-х, но не смог реализовать по причине заключения). К концу 2005 года в её рядах встретились Вильчик, Кузнецов, Станков и барабанщик Юрий «Бэмби» Гусев.
В 2006 году участники «Фронта» дают несколько клубных концертов в трёх составах — классический «Фронт», трио «Фронт» и «Скрипсвай». В ходе концертов к «Скрипсваю» присоединяется Владимир Костылёв. В это же время к юбилею коллектива ограниченным тиражом выпускается сборник «The Best of Front».
Параллельно им «Скрипсвай» временно усиливает состав клавишником и выступает с новыми и старыми «фронтовыми» песнями.
В 2008 году формируется новый состав «Скрипсвая»: Сергей Станков (бас, вокал), Аркадий Чесноков (гитара), Дмитрий Токарев (ударные). Трио Фронт к этому времени записывает демоальбом «Sindrom Tirreta», состоящий из трёх композиций.
24 апреля 2009 года проходит первый «ФронтФест», в котором принимают участие классический «Фронт», трио «Фронт», «Скрипсвай» и реанимированный «Крест» с вокалистом Андреем Громовым.
В 2012 году участники группы «Фронт»  Ионов и Вильчик перезаписывают первый дебютный альбом «Металлизация», дав ему название «Металлизация XXV».
30 мая 2016 года умер Сергей «Пушкин» Станков. Он похоронен на Пундоловском кладбище в п. Янино Ленинградской области.

## Дискография
- Фронт
  - Студийные альбомы
    - Металлизация (1987)
    - Кресты (1989, утерян)
    - The Best of Front (2006)
    - The Best of Front II (2009)
    - Металлизация XXV (2012)

  - Концертные альбомы
    - V фестиваль Ленинградского рок-клуба (1987)
    - Жизнь в морге (1988) (VI фестиваль Ленинградского рок-клуба)
- Фронт-2
  - Der wasser der Köln (1990)
- Трио «Фронт»
  - Студийные альбомы
    - Warrior of Death (1991) single
    - Мortal Surgery (1993) LP
    - Открытый люк танка, пожирающий Кали-югу во время ядерного взрыва (1993)
    - Тьма и огонь (2001)    single
    - Злая работа (2006)     demo
    - Кровь (2007)                demo
    - Sindrom Tirreta (2008) single
    - BEST XX.XX (2020)

  - Концертные альбомы
    - Уральский убой (1994) (концерт в Екатеринбурге)
    - Концерт памяти Иры Мявы (1995)
    - Crazy Demise (1996) (концерт в клубе «Полигон»)
    - Processor Fault (1998)
    - Fenix (2015)